# Acorán Barrera
Acorán Barrera Reyes (Santa Cruz de Tenerife, 31 gennaio 1983) è un ex calciatore spagnolo, di ruolo centrocampista.

## Carriera
Ha giocato nella prima divisione cipriota con l'AEK Larnaca, club con la cui maglia nella stagione 2017-2018 ha realizzato la rete del definitivo 2-1 nella vittoriosa finale di Coppa di Cipro contro l'Apollōn Limassol. Con il club cipriota nel corso degli anni ha anche giocato numerose partite nei turni preliminari di UEFA Europa League.

## Palmarès

### Club

#### Competizioni nazionali
- Coppa di Cipro: 1

AEK Larnaca: 2017-2018
- Supercoppa di Cipro: 1

AEK Larnaca: 2018